# Artūras Bakšinskas
Artūras Bakšinskas (* 8. August 1960 in Dobilyniai, Rajongemeinde Vilkaviškis; † Juni 2022) war ein litauischer Jurist, Präsident des litauischen Verbands der Lebensversicherer (Lietuvos gyvybės draudimo įmonių asociacija) und ehemaliger Vizeminister Litauens.

## Leben
Von 1984 bis 1990 absolvierte Bakšinskas das Diplomstudium der Rechtswissenschaft an der Vilniaus universitetas und von 1997 bis 1999 das Masterstudium an der Fakultät für Management der Technischen Universität in Kaunas.
Von 1984 bis 1991 arbeitete er im Betrieb Lietuvos leidybos įmonės „Spauda“, von 1991 bis 1994 als Jurist im Amtsbezirk Rasos der Verwaltung der Stadtgemeinde Vilnius. Von 1994 bis 1995 war er Verwaltungsjurist bei der Steuerinspektion. Zwischen 1995 und 1999 hatte Bakšinskas verschiedene Leitungsfunktionen im litauischen Finanzamt inne, bevor er 1999 Leiter der Steuerinspektion am Finanzministerium Litauens wurde. Von 2000 bis 2001 war er stellvertretender Finanzminister.
Von 2002 bis 2022 leitete Bakšinskas den litauischen Verband der Lebensversicherer (Lietuvos gyvybės draudimo įmonių asociacija).
Er war verheiratet und hat drei Kinder.